# Kunio Kitamura
Kunio Kitamura (Prefettura di Shizuoka, 4 agosto 1968) è un ex calciatore ed ex giocatore di calcio a 5 giapponese, di ruolo centrocampista.

## Carriera
Utilizzato nel ruolo di giocatore di movimento, ha come massimo riconoscimento in carriera la partecipazione con la Nazionale di calcio a 5 del Giappone al FIFA Futsal World Championship 1989 dove la nazionale asiatica non ha superato il primo turno, affrontando Belgio, Argentina e Canada.